# Christian Friedrich Heinecken
Christian Friedrich Heinecken (1721-1725) était un jeune prodige allemand connu sous le nom de l'Infant de Lübeck. Il était le fils d'un professeur d'histoire à l'université de Lübeck.
Doté d'une intelligence hors du commun, on affirme qu'il parlait déjà peu après sa naissance. À huit semaines, Christian s'exprimait dans un allemand élaboré. Son père lui apprit le nom des objets en les lui présentant et en prononçant les mots à haute voix.
Outre ses facultés remarquables pour les nombres, on prétendait que Christian Heinecken connaissait à un an tous les évènements importants du Pentateuque. En moins d'un mois, il pouvait disserter sur le Nouveau Testament. À deux ans, il maîtrisait les aspects historiques de la Bible et une année plus tard, il avait d'excellentes connaissances générales sur l'histoire et la géographie. Il pouvait répondre aux questions portant sur toutes les époques.
Intrigué par ce génie qui s'intéressait en plus à la philosophie, les gens venaient d'un peu partout pour le rencontrer. Le roi du Danemark l'invita à sa cour à Copenhague en 1724 pour s'assurer de la véracité des faits relatés au sujet du jeune Heinecken. Il conversait avec l'entourage du roi dans un français et un latin parfait.
Malheureusement, le prodige avait la santé fragile et n'avait pas été sevré. Le brusque changement de régime à l'arrêt de l'allaitement le rendit malade. Il prédit sa propre mort et mourut à l'âge de quatre ans.

## Sources
- Barlow, F. Mental prodigies. New York: Philosophical Library, 1952. (épuisé)